# Asta Pellinen-Wannberg
Asta Pellinen-Wannberg   (1953) és professora emèrita de física a la Universitat d'Umeå i anteriorment va ser activa a l'Institut de Física Espacial de Kiruna.
Pellinen va defensar la seva tesi a la Universitat d'Umeå l'any 1995 amb la tesi Auroral and meteor applications of the EISCAT incoherent scatter radar (Aplicacions d'aurores i meteors del radar de dispersió incoherent EISCAT). La seva investigació continuada s'ha ocupat principalment de meteors i plasma a l'espai. Des dels seus inicis, ha utilitzat les instal·lacions EISCAT per mesurar les propietats dels meteors mitjançant el radar. També s'ha dedicat a la recerca de meteorits on s'han observat meteorits brillants.
El 2007, Pellinen va ser nomenada professora de física a la Universitat d'Umeå.
Deu anys més tard, la Unió Astronòmica Internacional (IAU), va batejar un asteroide amb el seu nom, 11807 Wannberg, com a recompensa per a ella i el seu equip d'investigació el 1990 que van desenvolupar un mètode per estudiar meteors mitjançant un radar de gran dispersió.

## Publicacions
- Pellinen-Wannberg, Asta. Auroral and meteor applications of the EISCAT incoherent scatter radar (Elektronisk resurs) (en anglès).  Umeå: Umeå universitet, 1995 (IRF Scientific Report 0284-1703).